# Pralinengipfel

Die Europaflagge

Der Begriff Pralinengipfel wurde von dem Bundestagsabgeordneten Christian Schmidt geprägt und bezeichnet ein sicherheitspolitisches Gipfeltreffen Belgiens, Deutschlands, Frankreichs und Luxemburgs am 29. April 2003 in Tervuren, einem Vorort der belgischen Hauptstadt Brüssel. In ihrer Abschlusserklärung schlugen die vier Teilnehmer vor, eine Europäische Sicherheits- und Verteidigungsunion zu gründen, die zunächst nur diejenigen EU-Mitgliedsstaaten umfassen soll, die zu einer Vertiefung der Integrationsbemühungen bereit sind.

## Akteure und Akteursinteressen

Die drei Säulen der Europäischen Union

### Teilnehmer
An dem Gipfeltreffen im Brüsseler Vorort Tervuren beteiligten sich der kurz zuvor wiedergewählte deutsche Bundeskanzler Gerhard Schröder, der ebenfalls 2002 im Amt bestätigte französische Staatspräsident Jacques Chirac, der als Vermittler bekannte luxemburgische Premierminister Jean-Claude Juncker sowie der Gastgeber, der belgische Premierminister Guy Verhofstadt. Letzterer befand sich damals im Hinblick auf die am 18. Mai in Belgien anstehenden Wahlen zur Abgeordnetenkammer mitten im Wahlkampf. 
Damit kamen in Brüssel die Staats- und Regierungschefs von vier Staaten zusammen, die nicht nur die Eigenschaft als Gründungsmitglieder der Europäischen Union verband, sondern auch ein ausgeprägtes Interesse an einer intensiven verteidigungspolitischen Zusammenarbeit in Europa. Vor allem Frankreich und Deutschland waren bereits im Vorfeld des Treffens während der Beratungen des EU-Verfassungskonvents als starke, aktive Befürworter einer weitergehenden Integration aufgetreten. Sie hatten unter anderem Ende November 2002 vorgeschlagen, die sogenannte verstärkte Zusammenarbeit auch im Bereich der ESVP zuzulassen, um deren Weiterentwicklung und Vertiefung unabhängig von der Zustimmung aller 15 Mitgliedsstaaten zu ermöglichen. 
Im Gegensatz zur Bundesrepublik hat Frankreich, das bereits 1966 aus der NATO-Militärstruktur ausgetreten war, stets die Einrichtung eigener europäischer Strukturen befürwortet und dabei keinen besonderen Wert auf die Beachtung des Grundsatzes „no duplication“ (Albright 1998) gelegt. Die Tatsache, dass sich Belgien seit über 30 Jahren als einer der Pioniere in den verteidigungspolitischen Integrationsbemühungen Europas profiliert, lässt sich wohl unter anderem darauf zurückführen, dass es als kleines Land darin die einzige Möglichkeit sieht, eine „Minimal-Glaubwürdigkeit in Sachen Verteidigung“ (Schoutheete) aufrechtzuerhalten. Luxemburg schließlich fühlte sich als Gründungsmitglied der EWG laut Premierminister Juncker dazu verpflichtet, bei dieser „großen europäischen Initiative dabei zu sein“ (zit. nach Bergius).

### Nicht-Teilnehmer
Die Betrachtung der Akteurskonstellation wird jedoch erst durch die Feststellung vollständig, dass bestimmte Staaten nicht eingeladen wurden, obwohl ihre Teilnahme nachvollziehbar und im Hinblick auf die Umsetzung der zu fassenden Beschlüsse sinnvoll gewesen wäre. So berücksichtigte Premierminister Verhofstadt weder Italien noch seine unmittelbaren Nachbarn, die Niederlande, obgleich diese auch zum Sextett der EU-Gründerstaaten gehören. Weiterhin vernachlässigte er Spanien, das durch seine Beteiligung am Eurokorps unmissverständlich deutlich machte, dass es die Weiterentwicklung gemeinsamer europäischer Verteidigungsstrukturen fördern und unterstützen will. Auch das Vereinigte Königreich hätte als WEU-Gründungsmitglied einen Platz am Verhandlungstisch verdient gehabt. 
Dieses Ungleichgewicht lässt sich jedoch relativ schlüssig vor dem Hintergrund einer damals akuten außereuropäischen sicherheitspolitischen Grundsatzentscheidung erklären: die Haltung gegenüber dem Irakkrieg der Vereinigten Staaten. Während sich die vier Gipfelteilnehmer als entschiedene Kritiker des Einmarschs im Irak hervortaten, unterstützten das durch seine special relationship verpflichtete Vereinigte Königreich sowie die konservativen Regierungen Spaniens, Italiens und der Niederlande das Vorgehen der USA – am 30. Januar 2003 in einem gemeinsamen Brief sogar schriftlich – und entsandten wenig später auch nennenswerte eigene Truppenkontingente in den Irak. Es fand sich also in Brüssel exakt die Schnittmenge derjenigen Staaten zusammen, die sowohl als Beteiligte am Eurokorps bereits eine Vorreiterrolle in der europäischen Verteidigungszusammenarbeit eingenommen hatten als auch den Irakfeldzug der USA ablehnten (siehe dazu Irak-Krise 2003).

## Inhalt der Abschlusserklärung
Letztendlich war es die Synthese dieser beiden Gemeinsamkeiten, die den Inhalt der gemeinsamen Erklärung zum Abschluss der zweistündigen Beratungen prägte: ein selbstbewussteres Auftreten gegenüber den USA durch eine deutliche Stärkung des „europäischen Pfeilers“ in der NATO. Dazu ging die Vereinbarung der vier Staats- und Regierungschefs weit über die deutsch-französischen Vorschläge vom November 2002 hinaus. Die Ermöglichung einer verstärkten Zusammenarbeit im Bereich der Verteidigungspolitik solle demnach dazu führen, dass eine Europäische Sicherheits- und Verteidigungsunion (ESVU) gegründet wird, und zwar von denjenigen EU-Mitgliedsstaaten, die dazu bereit und fähig sind. Dies würde viel mehr bedeuten als eine feinere Abstimmung der nationalen Politiken: Nach der Vorstellung der vier Gipfelteilnehmer solle aus einer solchen Verteidigungsunion auch eine militärische Beistandsverpflichtung erwachsen, was ihr die Qualität eines regelrechten Systems kollektiver Verteidigung geben und damit das Konzept der mittlerweile weitestgehend in der EU aufgegangenen WEU wieder aufleben lassen würde.
Die Abschlusserklärung beinhaltet des Weiteren eine Vereinbarung der vier Teilnehmer über konkrete Maßnahmen zur Vertiefung der militärpolitischen Zusammenarbeit. Diese reichen von der Aufwertung der bereits seit 1989 existierenden Deutsch-Französischen Brigade unter Zuhilfenahme belgischer und luxemburgischer Truppenteile zu einem sogenannten Initial-Entry-Verband über die Koordinierung der Bemühungen in den Bereichen ABC-Abwehr, humanitäre Soforthilfe und strategischer Lufttransport bis hin zur Einrichtung multinationaler Ausbildungs- und Einsatzführungszentren. Letzteres solle mittelfristig dazu führen, dass die EU in die Lage versetzt wird, selbständig militärische Einsätze durchzuführen, ohne dabei auf Institutionen und Organisationsstrukturen der NATO zurückgreifen zu müssen. Gemäß der Vereinbarung solle als Vorstufe zu einem solchen EU-Hauptquartier ein „Nukleus einer Planungs- und Führungskapazität“ in Tervuren eingerichtet werden.

## Kritik in Politik und Presse

### Politik
Der Brüsseler Vierergipfel wurde von Politikern auf beiden Seiten des Atlantiks überwiegend negativ bewertet. Den übrigen europäischen Regierungen, vor allem Spaniens, Italiens und der Niederlande, kam das Treffen vor wie eine Verschwörung gegen die USA und deren Unterstützer in der Irak-Angelegenheit. Sie kritisierten, dass die vertiefte Kooperation einzelner EU-Mitglieder, wie es im Rahmen einer verstärkten Zusammenarbeit vorgesehen wäre, unter Ausschluss der übrigen europäischen Mächte nicht eine Stärkung der EU gegenüber den USA mit sich bringen würde, sondern – im Gegenteil, aufgrund der damit einhergehenden Spaltung der Union – eine Schwächung. 
Der britische Premierminister Tony Blair monierte, derartige Bestrebungen würden der Entwicklung einer „multipolaren Welt“ Vorschub leisten, was gerade angesichts der damaligen Lage der internationalen Beziehungen nicht sinnvoll und daher auch nicht wünschenswert sei (vgl. Bergius). Er ging sogar noch weiter und rügte, der Maßnahmenkatalog der Vier habe die EU „im Kern gespalten“ (zit. nach Bacia). Der spanische Ministerpräsident José María Aznar äußerte die Befürchtung, dass die Umsetzung der Vorschläge zu einer Schwächung der NATO führen könnte (vgl. Schwennicke/Wernicke). Die Vereinigten Staaten nahmen vor allem an den Plänen für ein europäisches Hauptquartier Anstoß, da dies einen gefährlichen Bruch mit dem Grundsatz „no duplication“ darstelle – tatsächlich verfügt die NATO über ausreichende Einsatzplanungs- und Einsatzführungsfähigkeiten, die sie im Bedarfsfall der EU zur Verfügung stellen kann – und damit notwendigerweise auch „decoupling“ und „discrimination“ nach sich ziehe. 
Folgerichtig forderte US-Außenminister Colin Powell mit einer gewissen Süffisanz, die Europäer sollten sich lieber darauf konzentrieren, ihre operativen Fähigkeiten weiterzuentwickeln: „Was wir brauchen, sind mehr Mittel und eine Verstärkung der bestehenden Strukturen und Streitkräfte, nicht mehr Hauptquartiere.“ (zit. nach Bolesch). Aufgrund der Tatsache, dass dem gastgebenden belgischen Premierminister nachgesagt wurde, er wolle den Mini-Gipfel als reinen außenpolitischen „Show-Auftritt“ (Bolesch) im Endspurt seines Wahlkampfs nutzen, wurde dem Treffen schon im Vorfeld wegen des Ausrichtungsortes Brüssel als Hochburg der Pralinenmacher der spöttische Beiname „Pralinengipfel“ zuteil.

### Presse
In der Presse wurde das auf dem Brüsseler Vierergipfel verabschiedete Konzept mehrheitlich positiv aufgenommen, die „schlechte Inszenierung“ (Bolesch) jedoch gleichzeitig bedauert. Die „auffallend konspirativen“ Umstände dieses „Sondergesprächskreises“ hätten aufgrund der Natur der Sache dazu geführt, dass das Treffen ausschließlich „unter dem Gesichtspunkt einer doppelten Spaltung – der innereuropäischen und der transatlantischen“ – gesehen worden sei (Frankenberger), was der durchaus „vernünftigen und konsequenten“ Initiative (Bolesch) nicht gerecht werde. Besonders hervorgehoben wurde aufgrund der Erkenntnis „Wer wenig hat, der hat auch wenig zu sagen“ (Schwennicke) die Notwendigkeit einer Stärkung der militärischen Fähigkeiten Europas durch Koordinierung und durchdachte Arbeitsteilung. „Allenfalls gut gemeint“ sei jedoch dieser „Versuch, einer europäischen Verteidigung auf die Beine zu helfen.“ (ebd.)

## Ausblick
Das Gipfeltreffen und die darauffolgenden Diskussionen gaben einen wichtigen Impuls für die Weiterentwicklung der ESVP. Jedenfalls offenbarte der Vorstoß der Vier einen dringenden Handlungsbedarf, woraufhin der Europäische Rat im Sommer 2003 beim Hohen Vertreter für die Gemeinsame Außen- und Sicherheitspolitik, Javier Solana, die Formulierung einer Europäischen Sicherheitsstrategie (ESS) in Auftrag gab. Mit dem Vertrag von Lissabon wurde im EU-Vertrag 2007 ein neuer Art. 46 eingefügt werden, um im Bereich der Verteidigungspolitik eine sogenannte Ständige Strukturierte Zusammenarbeit zu ermöglichen. Diese unterliegt im Gegensatz zur verstärkten Zusammenarbeit keinen Genehmigungsvoraussetzungen, außerdem beschließt der Ministerrat über die Begründung einer solchen Zusammenarbeit nicht einstimmig, sondern mit qualifizierter Mehrheit.